# Heteropsomys
A Heteropsomys az emlősök (Mammalia) osztályának a rágcsálók (Rodentia) rendjébe, ezen belül a tüskéspatkányfélék (Echimyidae) családjába tartozó kihalt nem.

## Rendszerezés
A nembe az alábbi 2 faj tartozik:
- Heteropsomys antillensis Anthony, 1917 – kihalt, egykor Puerto Rico szigetén élt
- Heteropsomys insulans Anthony, 1916 - típusfaj; kihalt, egykor Puerto Rico szigetén élt